# Chilkat Peninsula

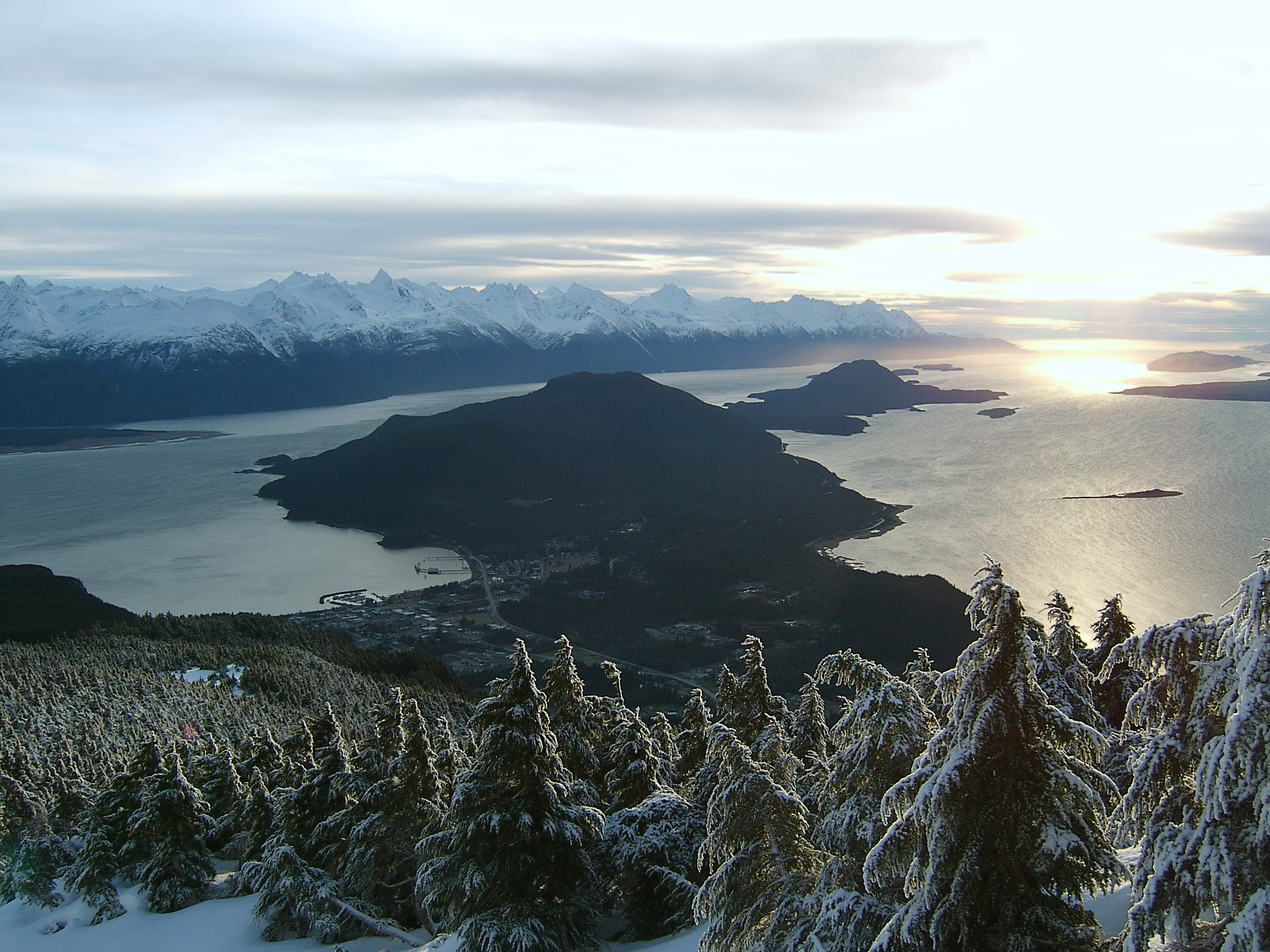
Zicht op het schiereiland vanaf de Takshanuk Mountains, met op de voorgrond de plaats Haines

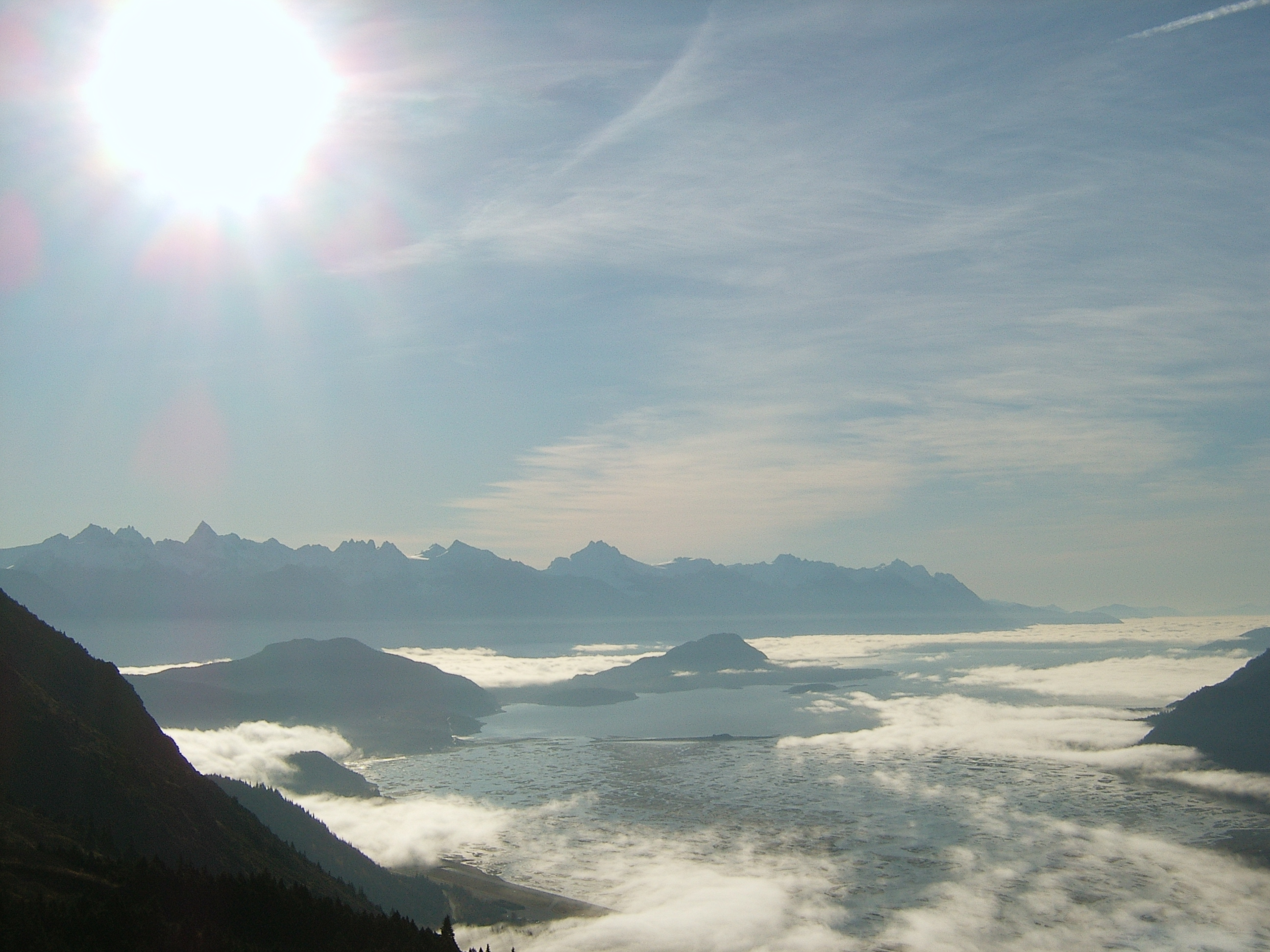
Zicht op het schiereiland van verder uit het noordwesten

Het Chilkat Peninsula is een schiereiland in de Alaska Panhandle in het zuidoosten van Alaska in de Verenigde Staten.

## Geografie
Het schiereiland ligt in het Lynn Canal en vormt de waterscheiding tussen de Chilkat Inlet en de Chilkoot Inlet die respectievelijk aan de westzijde en oostzijde van het schiereiland liggen. In het noordelijk deel van het schiereiland rijst het gebergte van de Takshanuk Mountains zich op, met de Mount Ripinski als zuidelijkste berg.
Aan de noordkant van het schiereiland ligt de stad Haines. Meer in het centrum van het schiereiland ligt de plaats Mud Bay.

## Geschiedenis
Het schiereiland werd voor het eerst in kaart gebracht in 1794 door Joseph Whidbey, kapitein van HMS Discovery tijdens de expeditie van George Vancouver van 1791-1795.